# 横浜フリューゲルス
横浜フリューゲルス（よこはまフリューゲルス、Yokohama Flügels）は、かつて存在した日本のプロサッカークラブ。1993年から1998年まで日本プロサッカーリーグ（Jリーグ）に加盟していた。Jリーグ創設当初からのチーム、オリジナル10の1つであった。

## 歴史・概要

### 成り立ち
前身は横浜市にあった中区スポーツ少年団（後にFCゴールを経て横浜サッカークラブと改称）。その後、全日本空輸（ANA）が援助を行い、横浜トライスターサッカークラブ、1984年にチームの運営会社「全日空スポーツ株式会社」を設立後は全日空横浜サッカークラブとなった。「トライスター」とは当時のANAの主力機、ロッキードL-1011の愛称であり、ユニフォームにも同様のロゴが使用されていた。

### Jリーグ加盟

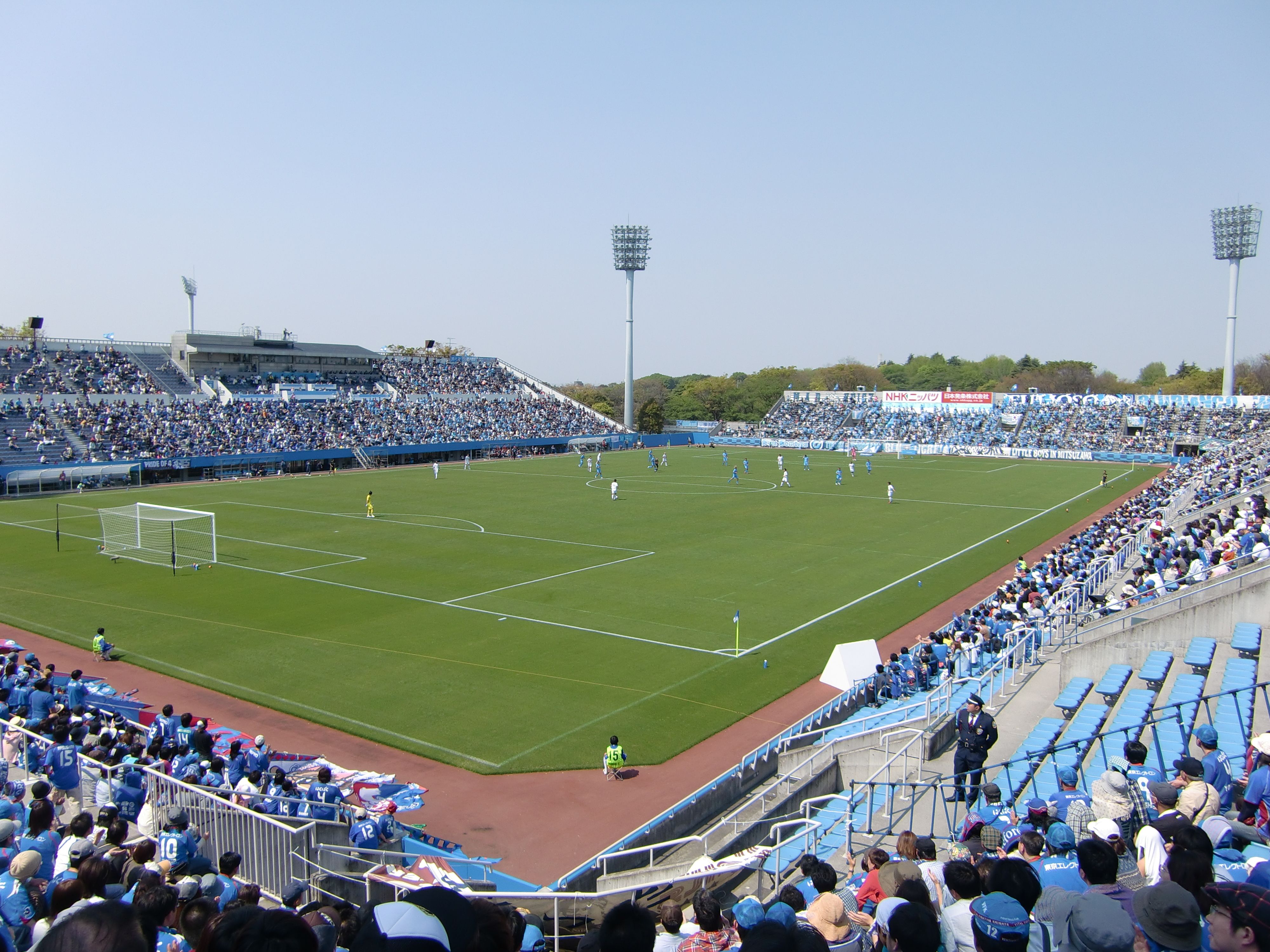
フリューゲルスのホームスタジアムであった三ツ沢公園球技場

1991年にJリーグに加盟。Jリーグ開幕時の加盟クラブのひとつ。
ホームタウンは当初東京都町田市とする計画で、町田青年会議所が中心の「町田にプロサッカークラブを誘致する会」が設立され誘致活動を行っていたが、ホームスタジアムとなる予定だった町田市立陸上競技場の整備問題などを解決できず断念。結局ホームタウンは神奈川県横浜市、ホームスタジアムは三ツ沢公園球技場（後に横浜国際総合競技場も追加）となった。
練習会場は当初、同市神奈川区にある全日空菅田総合グラウンドを使用していたが、1994年からは戸塚区保土ヶ谷大洋球場（大洋ホエールズの練習場）跡に建設されたフリューゲルス・東戸塚トレーニングセンターを使用した。チームの合併後はF・マリノスが練習場として使用したが、横浜みなとみらい21のマリノスタウンへの移転後は横浜FCが使用するようになった（後述）。
「フリューゲル（Flügel）」はドイツ語で「翼」の意。なお、 /l/ は有声音なので、英語で発音するなら語尾の s は、本来的には /s/ ではなく /z/ となる。sは英語の複数形を表すので「フリューゲルス」はドイツ語と英語の「かばん語」である。なおドイツ語では複数形でも同じFlügelのままでFlügelsは単数属格（第2格）である。
スタート当初は全日空（ANA）のAと、Jリーグ参戦にあたり共同出資した佐藤工業のSを取って「（横浜）AS（エイ・エス）フリューゲルス」と名乗っていた時期もあった。ちなみに読売新聞とフジテレビ「プロ野球ニュース」では1992年と1993年はチーム名表記を「AS（フリューゲルス）」、スポーツ報知と日本テレビも「AS横浜フリューゲルス」と紹介していたが、1994年から「横浜F（横浜フリューゲルス）」に統一された。
1992年 - 1995年までは九州地方にJリーグのクラブがなかったこともあり、「特別活動地域」として長崎県、熊本県、鹿児島県の3県で活動していたが、アビスパ福岡がJリーグに加盟した1996年以降は解消した（後述）。

### 1993年 - 1998年
1993年
Jリーグ発足を前にエドゥー、フェルナンド・ダニエル・モネール、アウドロらを獲得。開幕戦は清水エスパルスに3-2で競り勝つスタートを切った。チームは1st、2ndステージとも7位に終わった。
2ndステージからアマリージャを獲得、シーズン途中でJリーグの優勝が絶望となったため、加茂監督は天皇杯に目標を切り換えことることとし、思惑通り快進撃を続けることが出来た（1回戦：田辺製薬、2回戦：浦和レッズ、準々決勝：ヴェルディ川崎、準決勝：サンフレッチェ広島）。決勝では、モネール、森を出場停止で欠いたが、1stステージの王者アントラーズに終了間際に2-2の同点とされ延長戦となるも、延長戦で4ゴールを決め6-2で勝利。Jリーグ開幕後初の天皇杯で優勝した。加茂の掲げたゾーンプレス(対戦相手にGK以外のフィールドプレイヤーたち全員が積極的にDFを仕掛けてボールを奪って攻撃につなげる。)という、これまで日本では取り入れられてこなかった戦法は、当初冷笑されることさえあったが、徐々にチームに浸透していった。天皇杯決勝後に反町康治が退団した。
| 天皇杯決勝アントラーズ戦のメンバー アマリージャ 前田 エドゥー 前園 高田 山口 中田 岩井 大嶽 薩川 石末 |

1994年
開幕前のゼロックス・スーパーカップ（Jリーグの年間優勝チームと天皇杯優勝チームが対戦）で、ヴェルディ川崎と対戦。この試合では惜しくも1-2で敗れるも昨年から磨き上げてきたゾーンプレスが機能し、自信を深めて開幕を迎えることとなった。その勢いそのままに1stステージの第4節から第11節にかけ8連勝。一時は2位になるなど優勝も狙える状況だったが、終盤に山口、前園の怪我による戦線離脱が響き最終的に5位となった。さらに、ゴールを量産して得点ランキング1位に立つ活躍していたアマリージャが1stステージ限りで恥骨結合炎を理由に退団・引退するとチームは低迷。2ndステージは8位に終わった。
この年限りで契約満了によって、エドゥーとフェルナンド・ダニエル・モネールが退団、ブラジルトリオ獲得のためバウベル・ダ・シルバ・コスタがパルメイラスにレンタルに出された。この頃、加茂の希望でドゥンガの加入が決まりかけていたが、加茂の退任、ドゥンガの契約上の問題から加入はなくなった。
1995年
現役ブラジル代表を含むブラジルトリオ（ジーニョ、セザール・サンパイオ、エバイール）の加入が話題を呼んだ。また、加茂が日本代表の監督に就任するため退任、ブラジルトリオが加入することから、その3人が所属していたパルメイラスの監督を務めていたルシェンブルゴも監督候補となっていたが、加茂の希望でヘッドコーチであった木村文治が監督に就任した。シーズン途中に小泉淳嗣が加入。1stステージでは14チーム中13位に終わる。木村は1stステージ第14節で監督を辞任、後任のアントニオ・カルロス・シルバもチームを上位に押し上げることが出来なかった。大量失点しまうことが多く、両ステージを合わせた失点数がリーグワーストであった。しかし、シルバの若手起用の下、楢﨑正剛、吉田孝行、波戸康広といったこの年入団した選手が台頭した。シーズン終了後に岩井厚裕、渡邉一平が退団した。
1996年
「再建屋」と呼ばれ、南米では高い評価を得ているブラジル人のオタシリオが監督に就任。森山佳郎を獲得した。オタシリオは昨年までの4-4-2システムから3-5-2に変更。前年度チームに加入したブラジルトリオがチームにフィットし、三浦淳、前園、山口素などの活躍もあり、開幕8連勝(うち開幕6試合無失点記録を樹立)するなど、リーグ前半を首位で折り返した(もし前年度までの2ステージ制ならば1stステージ優勝であった)。しかし、Jリーグカップとアトランタ五輪終了後、約3か月振りに再開した後半戦では連敗スタートするなど、勝ち点を伸ばしきれず、優勝したアントラーズ、2位のグランパスと勝利数は21で並ぶものの、勝ち点で及ばず最終順位は3位となった。シーズン終了後、前田治が現役を引退した。
1997年
エバイール、前園が退団した一方、バウベルがパルメイラスからのレンタルから復帰。1stステージでは最終節までアントラーズと優勝争いを繰り広げ、惜しくも優勝を逃した(勝ち点差2で2位)。
しかし、1stステージ限りでチームの躍進を支えたジーニョが退団すると、得点力が低下し、2ndステージは11位と低迷した。
この年限りで、オタシリオ監督が退任。この年限りで大嶽直人が退団した。
1998年
カルロス・レシャックが監督に就任。パウロ・フットレ、イゴール・レディアコフらを獲得、3-4-3スタイルを取ったチームは開幕戦の横浜ダービーでマリノスを延長の末2-1で下すなど好スタートを切ったが、攻撃的スタイルの弊害から翌節から5連敗。その後7連勝するなど、1stステージは10勝7敗の成績を残した。しかし、2ndステージに入ると守備が破綻するなど低迷し、レシャックは2ndステージ第8節をもって不振の責任を取って辞任、これに伴い、フットレが退団(引退)した。後任監督にはコーチだったゲルト・エンゲルスが昇格した。

### チーム合併と天皇杯優勝
1998年10月29日、記者発表前にマスコミから出し抜かれる形でマリノスとフリューゲルスの合併が発覚。出資会社の一つであった佐藤工業が本業の経営不振のためクラブ運営からの撤退を表明し、もう一つの出資会社のANAも単独でクラブを支える余力がなかったと報道されている。マリノスの親会社日産自動車との協議の結果、両クラブは合併の上、実質的には主導権を持つマリノスにフリューゲルスが吸収されることになった。そして、その日に開かれたJリーグの臨時理事会で、両クラブの合併が正式に承認された。
合併発表後で初の試合となった10月31日のセレッソ戦で試合後にサポーター各団体が合同でスタジアム前の広場に座り込み、合併撤回を求めてクラブフロントとの話し合いを要求した。全選手も街頭での活動に加わった合併反対署名運動等は全国で起こり、62万を超える署名が集まった。11月7日のホーム最終戦（三ツ沢）では試合後のセレモニーでエンゲルス監督がクラブの存続と救済を訴えるアピールを日本語で行い、フリューゲルスファンとしても知られていた俳優の川平慈英がサッカー担当キャスターとして出演していたANN系列（テレビ朝日制作）の全国向けニュース番組「ニュースステーション」内で存続支援を明言するなど、マスメディアでも連日社会問題として取り上げられた。
選手やサポーターは合併について全日空側とミーティングを行い、合併撤回を訴えたが、「決まったこと」として話し合いは平行線を辿る。そのような中で全日空側は「12月4日までは調印しない。調印するときは事前にサポーターや選手に伝える」と回答していたが、その約束は守られず12月2日、抜き打ちで両クラブの合併が調印された。
そんな合併劇の中、第78回天皇杯が開幕、レディアコフは天皇杯には出場せずに退団した。フリューゲルスは調印式後の12月13日に天皇杯初戦を迎えた。同大会においては出場機会に恵まれず翌年の所属先が決まっていなかった選手たちを出場させて他クラブへのアピールの場にしようとも考えられていたが、当時ベンチ入りの機会すら少なかった桜井孝司らの「強いフリューゲルスを見せよう」という一言でクラブがさらに一丸となった。準々決勝ジュビロ、準決勝アントラーズ、1999年1月1日決勝エスパルスを破って優勝した。
天皇杯優勝クラブに出場権が与えられるゼロックス杯とアジアカップウィナーズカップには、天皇杯準優勝のエスパルスが出場した。

#### 合併発表前後の試合結果
| 開催年 | 月日     | 時期                | 時期     | 会場                               | 勝敗 | 得点  | 相手                  | 備考                                                |
| ------ | -------- | ------------------- | -------- | ---------------------------------- | ---- | ----- | --------------------- | --------------------------------------------------- |
| 1998   | 10月24日 | Jリーグ 2ndステージ | 第13節   | 鹿児島県立鴨池陸上競技場           | ●    | 2 - 3 | 京都パープルサンガ    | 合併発表直前 準本拠と位置付けていた鹿児島での最終戦 |
| 1998   | 10月31日 | Jリーグ 2ndステージ | 第14節   | 横浜国際総合競技場                 | ○    | 7 - 0 | セレッソ大阪          | 合併発表直後 球場最多得点記録                       |
| 1998   | 11月3日  | Jリーグ 2ndステージ | 第15節   | 広島ビッグアーチ                   | ○    | 2 - 1 | サンフレッチェ広島F.C |                                                     |
| 1998   | 11月7日  | Jリーグ 2ndステージ | 第16節   | 三ツ沢公園球技場                   | ○    | 2 - 1 | アビスパ福岡          | 本拠地最後の試合                                    |
| 1998   | 11月14日 | Jリーグ 2ndステージ | 第17節   | 札幌厚別公園競技場                 | ○    | 4 - 1 | コンサドーレ札幌      | リーグ戦最後の試合                                  |
| 1998   | 12月13日 | 天皇杯              | 3回戦    | 東平尾公園博多の森球技場           | ○    | 4 - 2 | 大塚製薬サッカー部    |                                                     |
| 1998   | 12月20日 | 天皇杯              | 4回戦    | 鳥取市営サッカー場                 | ○    | 3 - 0 | ヴァンフォーレ甲府    |                                                     |
| 1998   | 12月23日 | 天皇杯              | 準々決勝 | 神戸総合運動公園ユニバー記念競技場 | ○    | 2 - 1 | ジュビロ磐田          |                                                     |
| 1998   | 12月27日 | 天皇杯              | 準決勝   | 長居陸上競技場                     | ○    | 1 - 0 | 鹿島アントラーズ      |                                                     |
| 1999   | 1月1日   | 天皇杯              | 決勝     | 国立霞ヶ丘競技場陸上競技場         | ○    | 2 - 1 | 清水エスパルス        | クラブ最後の試合                                    |

### その後
各クラブへの影響
1999年2月1日、マリノスと正式合併。マリノスはチーム名をフリューゲルス由来の「F」を加えた「F・マリノス」へと改称した。練習場はフリューゲルスの東戸塚トレーニングセンターを引き継いで「戸塚トレーニングセンター」とし、2007年のマリノスタウン完成まで使用した。
一方、フリューゲルス存続を願うサポーターの一部はそれが困難になった現実に対応すべく、代替案として新クラブ結成に動き、1999年1月、フリューゲルスの愛称「フリエ」を名称に含めた「株式会社横浜フリエスポーツクラブ」 を運営会社として横浜FCが設立され、日本フットボールリーグ(JFL)への参加が特例として認められた。横浜FCは1999年に設立されていた「フリューゲルス再建基金」からも2,500万円の融資を受けてチームを運営し、JFLで2年連続優勝した2000年のシーズン終了後には翌2001年からのJリーグ(J2)参加が認められた。以後、横浜FCはフリューゲルスとは異なる、新しいクラブとしての歴史を重ねて、クラブの歴代成績にもフリューゲルスの記録は加算されていない。
同社は2005年の第三者増資によりLEOCの傘下に入り、その後もLEOCを母体とした「ONODERA GROUP」内の一企業として経営を続けていて、設立当初の「フリューゲルスサポーター有志が出資して設立した運営会社を一般市民の会員（ソシオ）が支える独立型市民クラブ」からは経営形態が大きく変化している。一方、この変化の中でも横浜FCは運営会社名から「フリエ」は外さず、チームのイメージカラーもフリューゲルスの「青と白」に類似した「白と水色と青」を維持したほか、サポーターの応援歌（チャント）でも「フリエ」が使われるなど、合併から25年以上が経った2025年時点でもフリューゲルスと横浜FCには一定の連続性が存在する。
また、「フリューゲルス再建基金」は2009年8月29日に拠出者総会を行い、2000万円分を横浜FCの観戦チケットとして返済を受け、残る3800万円分は横浜市が進めていたニッパツ三ツ沢球技場の観客席の増設（約2200席分）へ寄付する事になり、それに合わせて同球技場の一般客メインゲート脇の柱に再建基金についての銘板が設置された。
「フリューゲルス」の名称を含む諸権利は現在も横浜マリノス株式会社が保有している。2004年2月、マスコットの「とび丸」をはじめとしたフリューゲルス関連グッズが日本サッカー協会ビル（JFAハウス）内の「日本サッカーミュージアム」に寄贈された。
2023年のJリーグ開幕戦では実況の下田恒幸がDAZNの実況において、「無念にも消えたFの想いも背負う横浜F・マリノス」というフリューゲルスに関する言及があった。
各スポンサーの対応
フリューゲルス（全日空スポーツ）最大の出資者で、合併を主導したANAは、合併後のF・マリノスも運営した「横浜マリノス株式会社」に30%資本参加したが、主要株主は引き続き、70%の株式を所有する大手自動車メーカーの日産自動車だった上、ANAは2002年2月には全株式を日産に売却した。2011年にはユニフォームでの社名掲示位置が背中から袖に変更、さらに2013年を以てユニフォームスポンサーから撤退した。国際線航空便のエコノミークラス割引運賃制度として使われていた「とび丸航空券」は1999年2月から「GET」に改変され、現在は「エコ割」となっている。
フリューゲルスの共同出資者であった佐藤工業は、2002年3月に会社更生法の適用を申請し、2009年9月にその手続きが完了した。フリューゲルス解散後もサッカーに対する同社の積極的な姿勢は残り、2011年1月21日には日本サッカー協会と協定書を交わし、同協会が進める「JFAこころのプロジェクト」（ユメセン）に協賛企業としての支援を開始した。同社の本社がある富山県では2007年11月に設立されたカターレが2009年からJ2に参入し、佐藤工業は出資はしなかったものの、カターレの主催試合ではベンチ広告のスポンサーとなっている。
所属選手の動向
チームの合併発表時にフリューゲルスへ在籍していた23選手 は、関係者の尽力や天皇杯の活躍もあって、翌年も大久保貴広（Honda FC、JFL）以外は全員Jリーグクラブ（J2を含む）との契約を果たした。フリューゲルスを吸収したF・マリノスには永井秀樹・佐藤一樹・三浦淳宏・波戸康広・吉田孝行など、天皇杯決勝での先発4人を含む5選手が加入。合併2年目の2000年には三浦らの活躍で第1ステージ優勝も果たした。波戸は2004年シーズン途中に移籍した後、2010年にF・マリノスへ復帰し、2011年限りで現役を退いた。F・マリノスにスライドした旧フリューゲルスユースの選手 で、坂田大輔と田中隼磨はその後のF・マリノスで中心選手となり、共に日本代表まで選出された。
生え抜きの中心選手として現場・サポーター不在の合併を厳しく批判した山口素弘と、日本代表のGKをめぐってマリノスの川口能活と激しい競争をしていた楢﨑正剛はマリノスには加わらず、1998 FIFAワールドカップ日本代表にも選ばれていたこの2人はグランパスへ移った。楢﨑はスタメン表の前所属クラブ欄からフリューゲルスの名前が消えることを嫌い、その後2018年に引退するまで移籍することはなかった。
同大会のブラジル代表では大会初ゴールを挙げるなどで準優勝となったセザール・サンパイオはブラジルに帰国してパルメイラス復帰、選手会長として山口と共に合併反対の急先鋒だった前田浩二はジュビロ磐田、原田武男はセレッソ大阪、天皇杯決勝は出場停止だった薩川了洋は柏レイソル、天皇杯決勝でゴールを挙げた久保山由清は決勝の相手だった清水エスパルス、ユース出身の井上雄幾は天皇杯優勝の実績で新監督に就任したエンゲルスとともにジェフユナイテッド市原へ移籍と、ベテラン・中堅の主力選手はF・マリノス以外へと分散した。また、フリューゲルスのフロントから京都パープルサンガの統括部長に転じた木村文治は、高卒でのプロ入り初年度に所属クラブ消滅を経験することとなった遠藤保仁をはじめとしたフリューゲルスの若手6選手をサンガに入団させた。
合併発表後の新チーム移籍が比較的順調に進んだ事もあり、急ごしらえで発足した横浜FCには直接フリューゲルスから移籍した選手はいなかったが、1993年のJリーグ開幕時にフリューゲルスで活躍していた高田昌明や渡邉一平などが加入した。その後も佐藤一樹などの元フリューゲルス選手が入団する中で、2005年8月にはアルビレックス新潟に在籍していた山口が加入し、山口は2006年に主将として横浜FCを初のJ1昇格へ導いた（その後2007年限りで引退）。なお、山口はF・マリノス使用時には近づかなかった旧東戸塚(LEOC)トレーニングセンターを横浜FCが引き継いだ際にはフリューゲルス時代と同じ場所に自分のロッカーを置き、自らの引退試合でも「フリューゲルス」の名前を使おうとしたが、上記の通りに名称の権利を持つF・マリノス（横浜マリノス株式会社）からの許可が下りず、山口は引退試合の開催自体を取りやめた。なお、山口は2012年から2014年まで横浜FCの監督を務めた。
なお、2024年1月9日に現役引退を発表した遠藤保仁を最後に、フリューゲルスのトップチーム在籍経験のある現役選手はいなくなった。
リーグ全体への影響
1995年を頂点にした観客数の急減、Jリーグ各クラブの赤字額の増大に起因する「Jリーグの危機」は、1997年のJリーグ準会員・鳥栖フューチャーズの存続問題 に続くこのマリノス・フリューゲルス合併で誰の目にも明白となった。日本代表の周囲はフランスW杯出場で盛り上がっていたが、Jリーグはヴェルディが読売新聞社撤退による大幅な経営縮小やベルマーレもフジタ撤退による経営危機が重なり、また前年のアジア通貨危機に端を発した不況の影響に苦しんでいた。
Jリーグチェアマンとして事態の収拾に当たった川淵三郎は、「自分に話が来た時は両チームの合併は決定事項で覆せなかった」という言い訳する一方、Jリーグの責任者として合併を認めた事はサポーター達や前田選手会長などから当然のごとく「サポーター無視」として多くの批判を浴び、後に「これが一番辛かった」と述懐した。この事態は親会社に依存した各クラブの経営体質に問題があると判断した川淵は経営監視体制の強化に乗り出し、各クラブの財務状況の公開を徐々に進めた。また、翌1999年から導入したJリーグ2部制では、より経営環境が厳しくなるJ2の各クラブに一層の地域密着を求めた。その後、Jリーグクラブの経営危機は各地で起こったが、増資などによる現行運営会社の存続、経営権譲渡による新会社への移行などの対応策が採られ、2024年度末時点では成績低迷によるJリーグ退会（JFLへの降格）を除くとフリューゲルス以外の合併消滅例は発生していない。
なお、上記のとおり1999年よりJリーグが2部制に移行し、新たなトップリーグであるJ1リーグのチーム数は従来のJリーグチーム数の18から16へ減少する関係で、Jリーグの1997年と1998年の2シーズンの成績を元に決める「順位ポイント」下位5クラブ（14-18位）とJFL上位の最大2クラブによるJ1参入決定戦（トーナメントによる入れ替え戦）が行われることになったが、同ポイントで6位（J1自動参入権を所持済み）だったフリューゲルスの消滅により入れ替え戦の参加が下位4クラブに減少し（同14位のサンガが繰り上げでJ1へ自動参入）、トーナメントも一部変更となった。

### 特別活動地域

#### 特別活動地域の選定基準とその経緯

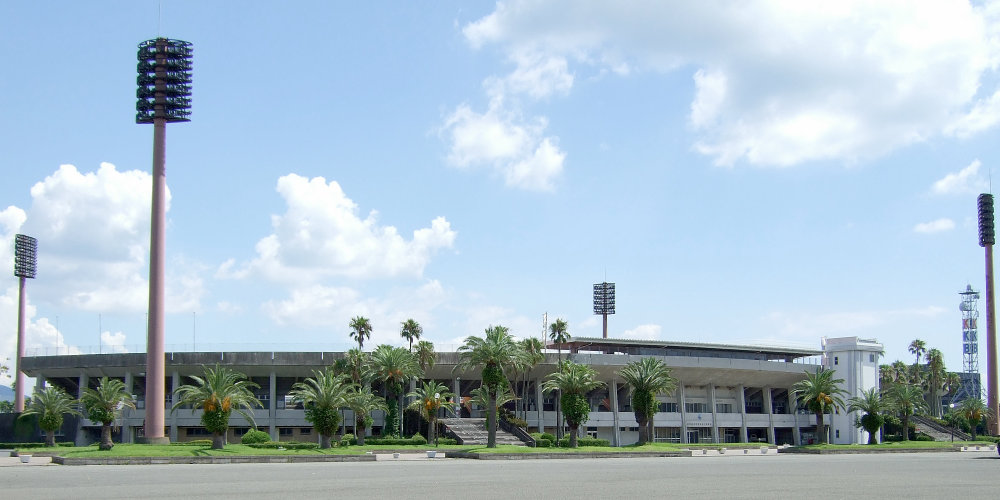
フリューゲルスが特別活動地域として使用したスタジアムの一つ・鹿児島県立鴨池陸上競技場

前述したように、フリューゲルスはJリーグ発足当初は九州地方をホームタウンとするJクラブがなかったこと、またANAがクラブのメインスポンサーとなっていることから、横浜市と沖縄県を含む九州各県のダブルホームタウンを実施する予定にし、ホームゲームの半数程度を九州で行う方針にしていた。これは「ANAが乗り入れている空港のある地域全てを本拠地にする」計画を持っていたことも絡んでいた。ところが、そうしてしまうと各県につき1試合ずつしか割り当てられず、興業的にも不利であることから一部フリューゲルスの主催ゲーム開催を拒絶した県もあったため、結局九州での準本拠地は長崎県（長崎空港）、熊本県（熊本空港）、鹿児島県（鹿児島空港）の3県に絞った。
また、Jリーグではホームタウンを原則1チームにつき1市区町村となっている（現在は同一都道府県内の複数市区町村にまたぐ広域ホームタウンが認められている）とした関係もあり、正式なホームタウンは横浜市としながら、これら3県は「特別活動地域」というカテゴリーを設けてホームタウンとほぼ同じ権限を持ち、フリューゲルスの主催ゲーム（天皇杯は除く）を優先的に開催することができた。このため、Jリーグ発足最初の4年（1992-95）はフリューゲルス以外のチームがこの3県で主管試合をすることはなかった。
これに伴って、長崎、水前寺、鴨池の各競技場も照明設備の新設、スタンドの座席改築他のJリーグ開催基準を充足する工事が施された。
Jリーグ発足時、同じ横浜にホームを置くマリノスと同日に主催試合を行う事が珍しく無かったが、Jリーグが同一会場での複数試合開催をピッチコンディションや観客の入れ替え等の点で認めていない為、マリノスが三ツ沢（球）、フリューゲルスが下記の九州3県か、東京・国立競技場などの他会場を使うケースがあった。
逆に福岡県ではフリューゲルスの主催試合は行われず、マリノスが1993年・1994年に各2試合ずつ東平尾公園博多の森陸上競技場で主催試合を行った。この他、同競技場ではヴェルディやレッズなども主催試合を開催し、ヴェルディは福岡ブルックス（現在のアビスパ）がJリーグ準会員となった1995年にも東平尾公園博多の森球技場で1試合を主催した。いずれの試合でもフリューゲルスはアウェーチームとして登場しなかった。
特別活動地域のスタジアム
- 長崎県立総合運動公園陸上競技場
- 熊本市水前寺競技場
- 鹿児島県立鴨池陸上競技場

各年度の開催試合数は横浜フリューゲルスの年度別成績一覧#年度別入場者数を参照のこと。

#### 過酷な試合日程
上記の関係もあり、1カ月以上も三ツ沢（球）でのゲームが組まれず、事実上の長期ロードに出たことがあった。特に1993年の11月から12月にかけての試合に至っては三ツ沢（球）のフリューゲルス主催試合は1試合しか行われなかった。また7月から9月始めにかけても熊本と国立で1試合ずつ試合をしており、このステージのホームゲーム9試合で三ツ沢（球）で試合をしたのはわずか3分の1に当たる3試合だけだった。
1994年、三ツ沢（球）の芝生の張替え工事を行った関係で第1ステージ（サントリーシリーズ）の後半・5月14日以後の主催試合も鹿児島、長崎、国立、富山と転戦し（熊本・水前寺は当時改修工事中だったため第1ステージは行わず）、ワールドカップを挟んで8月20日に行ったグランパスとの対戦でようやく3カ月ぶり（改修前最後の試合は5月7日のガンバ大阪戦）に三ツ沢（球）に帰ってきたという事例もある。
このため九州での試合では横浜Fのモチベーションやパフォーマンスは低くなってしまい、その結果、フリューゲルスの九州でのホームゲームの結果はリーグ戦・カップ戦合計で5勝22敗、しかも1994年7月23日のヤマザキナビスコカップ1回戦（対セレッソ、鹿児島）に1-0で勝利したのを最後に14連敗という成績であった。またスタジアム別では鹿児島で3勝7敗、長崎で2勝8敗、熊本は7戦全敗であった。
公式なホームタウンではないが、佐藤工業の創業の地が富山県にあるため、1994年から1997年までは富山県総合運動公園陸上競技場でも毎年1試合、4年間で計4試合の主催試合を開催していた。同地主催試合の通算成績は2勝2敗の五分であった。

#### 特別活動地域の縮小
1996年、九州初のJリーグ加盟クラブとして福岡県（福岡市）からアビスパがJリーグに参入したのに伴って横浜Fの特別活動地域のカテゴリーは消滅し、上記の3県でも各クラブが平等に主催試合を実施できるようになった。フリューゲルスは長崎県と熊本県での主催試合を取りやめたが、鹿児島県についてはその後も鴨池陸上競技場で主催試合を年1試合程度開催した。1997年からはサンガも同競技場で主催試合を行ったため、1998年にかけての2シーズンはフリューゲルスとサンガの共存状態となった。1998年のフリューゲルス主催試合はサンガとの対戦となり、フリューゲルスが敗れた。

## タイトル・表彰

### 国内大会
- 天皇杯全日本サッカー選手権大会：2回
  - 1993年、1998年

### 国際大会
- アジアカップウィナーズカップ：1回
  - 1995
- アジアスーパーカップ：1回
  - 1995

### 個人別
- Jリーグ
  - ベストイレブン
    - 1996年 - 楢﨑正剛、前園真聖、山口素弘
    - 1997年 - 山口素弘
    - 1998年 - 楢﨑正剛

## チームのマスコットキャラクター
とび丸
- 当時、ホームゲーム等で試合を盛り上げていたフリューゲルスのマスコットキャラクター。
- ムササビがモチーフになっており、ゴーグルとマントを使って空を飛ぶ事が出来る。好物は霞。
- 上記のとおり、ANAの国際線エコノミークラスにおける個人向け正規割引運賃「とび丸航空券」でも名称が使用され、名称の商標権は2017年9月までANAが所持していた。営業案内ではとび丸のイラストも使用されていた。とび丸のイラスト画像は合併後の横浜マリノス株式会社が所持する意匠権に「A・S FLUGELS」のロゴとともに現在も含まれている。
- チーム消滅後、2004年2月に他のフリューゲルス関連グッズと共に日本サッカー協会が運営する博物館「日本サッカーミュージアム」に着ぐるみ1体が寄贈された。同館ではグッズが一般公開されていたが、同館はサッカー協会の移転にともない2023年に休館となり、その後は非公開となっている。
- 前田治は2008年のインタビュー内で、とび丸の着ぐるみはチーム活動当時に3体あり、そのうち1体はチーム解散後に行われた全日空スポーツの事務所整理の際に「上の人の指示」によってカッターで切り刻まれた事を見た経験を語っている。また同インタビューの中で前田は、残る2体のうち1体は上記のとおりに日本サッカーミュージアム、もう1体はフリューゲルスの企画運営を行っていた企業が保管しているとも述べている。
- チーム消滅後もとび丸はフリューゲルスの象徴として扱われることがある。2023年5月15日のJリーグ開始30年に際して集英社のスポーツ雑誌「Sportiva」が組んだ特集では、漫画家の千田純生がJリーグ各クラブのマスコットを描いた集合イラストの中にとび丸も含めている。

## オフィシャルテーマソング
THE ALFEE 「Victory」（1993年4月28日リリース）
作詞・作曲：高見沢俊彦　編曲：THE ALFEE

## 応援ソング
シャンティ・スナイダー 「Flying So High」1998年に発表された。

## ユニフォーム

### チームカラー
- 白、    青

### ユニフォームサプライの遍歴
- 1992年：プーマ
- 1993年 - 1996年：リーグ戦・ミズノ、カップ戦・プーマ
- 1997年 - 1998年：プーマ

### 歴代ユニフォーム
| FP 1st | FP 1st      | FP 1st      | FP 1st      | FP 1st |
| ------ | ----------- | ----------- | ----------- | ------ |
| 1992   | 1993 - 1994 | 1995 - 1996 | 1997 - 1998 |        |
|        |             |             |             |        |

| FP 2nd | FP 2nd      | FP 2nd      | FP 2nd      | FP 2nd |
| ------ | ----------- | ----------- | ----------- | ------ |
| 1992   | 1993 - 1994 | 1995 - 1996 | 1997 - 1998 |        |
|        |             |             |             |        |

### 歴代ユニフォームスポンサー年表
| 年度 | 胸       | 袖                    | 背中   | パンツ | サプライヤー  |
| 1992 | ANA SATO | -                     | -      | -      | PUMA          |
| 1993 | ANA SATO | 出光                  | BANDAI | -      | Mizuno / PUMA |
| 1994 | ANA SATO | 出光                  | BANDAI | -      | Mizuno / PUMA |
| 1995 | ANA SATO | サンミッシェル 南青山 | BANDAI | -      | Mizuno / PUMA |
| 1996 | ANA SATO | サンミッシェル 南青山 | BANDAI | -      | Mizuno / PUMA |
| 1997 | ANA SATO | ANA                   | BANDAI | -      | PUMA          |
| 1998 | ANA SATO | ANA                   | BANDAI | -      | PUMA          |

### ユニフォームに関しての特記項目
1st（主にホーム用）は白をベースに、2nd（主にアウェー用）は青ベースに製作された。
- プーマ製の2ndは1995年まで殆ど使用されず、実際に使用されたのは天皇杯での試合や海外のクラブとの試合など、数試合にとどまっていた。ミズノ製の初代デザインの2ndは、スポンサーロゴ入りのサンプル品とチームロゴ入りの市販用のレプリカしか存在しなかった。
- 1996年にアビスパ福岡、1997年にヴィッセル神戸が昇格し、それぞれ銀や白・黒のストライプが1stで使用されることとなったため、それ以後は2ndの登場機会が増えた。
- またジュビロ磐田など1stが薄い水色ベースのクラブとのホームゲームでも、フリューゲルスが2ndを着用したことがあった。この場合、アウェー側も2ndを着用した。

## 主な記録
- 1試合最多入場者
  - 55014人（1994年6月8日、vsヴェルディ）
- 1試合最少入場者
  - 3762人（1998年10月17日、vsヴィッセル）
- 1試合最多得点
  - 7-0（1998年10月31日、vsセレッソ）
- 1試合最多失点
  - 0-6（1995年8月12日、vsレッズ）
  - 3-6（1995年10月18日、vsジェフ）
  - 3-6（1998年8月8日、vsガンバ）
- ハットトリック
  - エバイール（1996年10月30日、vsアビスパ）
  - 山口素弘（1997年8月16日、vsアントラーズ）
  - 吉田孝行（1998年10月31日、vsセレッソ）
- ベストイレブン
  - 楢﨑正剛（GK）1996年、1998年
  - 前園真聖（MF）1996年
  - 山口素弘（MF）1996年、1997年

## チーム名変遷
- 1964年-　横浜中区スポーツ少年団（後に横浜サッカークラブに変更）
- 1979年-　横浜トライスターサッカークラブ
- 1984年-　全日空横浜サッカークラブ
- 1988年-　全日空サッカークラブ
- 1992年-　全日空佐藤工業サッカークラブ（呼称：横浜フリューゲルス）

## 余談
- ペナルティのヒデが市立船橋高校・専修大学時代に、それぞれ獲得の申し入れを受けたことで知られる（厳密には、市船時代は前身の全日空横浜サッカー部が獲得を申し入れている）。
- 高校時代の中田英寿をスカウトしたJリーグ10クラブの中の一つ。
- 西紀寛は市立船橋高校時代の1998年、強化指定選手でサテライトの試合にも出場し、翌年からの入団も内定していたが、クラブが消滅したため、オファーのあったジュビロに入団した。
- フィクションの世界では「キャプテン翼」において、若島津健（後にグランパスに移籍）が高校卒業後に入団したクラブとなっており、加茂周、石末龍治、森敦彦が作中に登場している。なお、作中の若島津と現実の楢崎正剛は、高卒新人のGKとしてフリューゲルスに入団し、その後にグランパスへ移籍するという経歴が共通している。
- フリューゲルス消滅時、日産栃木工場のアマチュアチームに「フリューゲルス」と名付ける案[35] があった。
- 全日空横浜SC・横浜フリューゲルスのOBによる事実上のセカンドチーム「東京フリエSC」（1993年結成）があった。1999年には佐川急便東京SC（1991年創部）とチームを統合して「佐川急便東京フリエ」を名乗った。のちに日本フットボールリーグに昇格（2001年）した、佐川急便東京サッカークラブの源流の一つである。
- チーム消滅後に名古屋グランパス時代に移籍した楢崎正剛は、「『前所属・横浜フリューゲルス』を消したくないので、できるならもう移籍したくない」という発言し[36]、実際に2018年に引退するまで名古屋から移籍しなかった。また、2023年に遠藤保仁が引退し、フリューゲルス在籍経験のある選手が全員引退した事となった。

## 参照
1. ↑  【トップチーム創設30周年企画】守屋実の未来への言霊（第6回） - FC町田ゼルビア・2019年6月24日
2. ↑  その後、町田市では地元の少年団クラブ「FC町田」を基盤としたJリーグ参入活動が開始され、最終的にはFC町田ゼルビアが同競技場をホームスタジアムとして2012年にJリーグ（2部）参入、2024年にJリーグ1部昇格を果たした。
3. ↑  “’９３Ｊリーグサントリーシリーズ  第１節第２日”. Data Jleague. 2023年10月14日閲覧。
4. ↑   Jサッカーグランプリ 1994年2月号　p.4-p.9
5. 1 2   NUMBER 1994年3月3日号 P.62-63
6. ↑  “「ドゥンガが欲しいというんです」”. FC (2024年4月23日). 2025年1月15日閲覧。
7. ↑  “「ジーニョに興味はないか？」”. FC (2024年4月23日). 2025年1月15日閲覧。
8. ↑  “「ドゥンガはフリューゲルスとの契約に乗り気でした ...」”. FC (2024年4月23日). 2025年1月15日閲覧。
9. ↑  “「日本には全く興味はなかった」”. FC (2024年4月23日). 2025年1月15日閲覧。
10. ↑  “横浜フリューゲルス 1996”. data.j-league 2024年3月22日閲覧。{{cite news}}:  CS1メンテナンス: 先頭の0を省略したymd形式の日付 (カテゴリ)
11. ↑  “1996 Jリーグ 順位表”. data.j-league 2020年4月17日閲覧。
12. ↑  “1997 Jリーグ 1st 順位表”. /data.j-league 2020年4月17日閲覧。
13. ↑  山口素弘『横浜フリューゲルス　消滅の軌跡』日本文芸社、1999年4月20日、80頁
14. ↑  「フリエ」の商標権は全日空スポーツ株式会社や合併後の横浜マリノス株式会社が所有していなかった。なお、株式会社横浜フリエスポーツクラブも所有していない。
15. ↑  法人登記申請は1998年12月25日。
16. ↑  ただし「青」は濃色である狭義の「青色」と淡色である「水色」を併用していた。
17. ↑  田中雄己（注：同社の横浜FC担当記者） (2020年6月22日). “【横浜Ｃ】逆境でこそ「フリエ魂」は輝く…担当記者が読み解く”. スポーツ報知.  報知新聞社. 2025年5月13日閲覧。
18. ↑  出典：横浜市環境創造局 記者発表資料平成22年（2010年）3月12日付 「フリューゲルス再建基金管理委員会に市長から感謝状を贈呈します」、フリューゲルス再建基金管理委員会 「お知らせ(2010年2月22日)」
19. ↑  会社更生法手続き完了時には、当時の同社社長が川淵や元フリューゲルス選手からの激励について謝意を述べ、今後もサッカーに関わる事を述べている。出典：夕刊フジ2009年9月24日付記事、（※サーバーからは削除済み、各種サイトで転記記事が確認可能）
20. ↑  佐藤工業ホームページ「新着情報」、2011年1月21日付トピックス。
21. ↑  発表直前に退団を表明し、そのまま現役を引退したパウロ・フットレを除き、天皇杯の途中でレンタル元のスポルティング・デ・ヒホンへ復帰したイゴール・レディアコフを含む。他にフロンターレ（ジャパンフットボールリーグ（旧JFL））へレンタル中だった服部浩紀は、1999年にエスパルスへ入団した。
22. ↑  Jリーグクラブ退団後の進路では、そのまま現役引退をするか、アマチュアのJFLや地域リーグでプレーする選手が多く含まれるのが通例である。
23. ↑  他に大橋正博なども該当する。
24. ↑  
楢﨑は2010年12月にJリーグの最優秀選手賞を受賞したが、合併から12年を経たこの時点でも「横浜フリューゲルスへの思いも強い。『あんなことは2度おきてはダメなんです』と今でも話す」と紹介されている。 出典：zakzak 2010年12月7日付「楢﨑、謙虚にスーパーセーブ「Ｊアウォーズ」最優秀選手賞受賞」
25. ↑  “【名古屋】気になる楢﨑の去就動向。「前所属・横浜フリューゲルス」が残留への後押しになるか”.   サッカーダイジェストweb (2016年11月12日). 2019年2月9日閲覧。
26. ↑  “楢﨑引退…強かった「前所属・横浜フリューゲルス」への思い　残るは遠藤のみに”.   スポーツニッポン (2019年1月8日). 2019年2月9日閲覧。
27. ↑  山口へのインタビューより。出典：ベースボールマガジン社『まるごとJリーグ完全版 栄光の記憶15年』、2007
28. ↑  1998年1月の同クラブ解散決定を受け、新チームのサガン鳥栖が発足。
29. ↑  1993年時点では、ANAは佐賀県（当時は定期便が発着する民間空港が不在）を除く九州・沖縄地方内の7県に航空路線を持っていた。
30. ↑  他にアウェイチームとして1試合、1994年にジェフと対戦して勝利している。
31. ↑  サンガのオーナー企業である京セラの創業者、稲盛和夫は鹿児島県出身である。
32. ↑  “ANA NEWS 第10-87号　「早割とび丸」導入・拡充記念キャンペーンを実施”. ANA公式サイト.   全日本空輸株式会社 (1998年8月20日). 2025年5月13日閲覧。
33. ↑  宇都宮徹壱 (2017年4月28日). “横浜F消滅で人生を狂わされた男。天皇杯優勝を喜びきれなかったJrユース指導者。【フリューゲルスの悲劇：20年目の真実】”. フットボールチャンネル. 2025年5月13日閲覧。
34. ↑  “平畠啓史さんがＪリーグ30周年で振り返るマスコットたちの活躍「世界に通用する日本のサッカー文化だと思います」”. Web Sportiva.  集英社 (2023年5月15日). 2025年5月13日閲覧。
35. ↑  辻野巨保著　ボクらが起こしたFの奇跡　p143
36. ↑  繰り返すな！　横浜フリューゲルスの悲劇フットボールチャンネル 2013年11月18日